# M108自走砲
M108自走砲（英文：M108 howitzer），為美國研製的自走砲，M108設計思路與當時開發的美國自走砲相同，採取共用底盤、不同口徑的榴彈砲降低後勤複雜度，因此在動力機件上與M109自走砲共通。但105公厘榴彈砲隨後因重型直升機問世後朝垂直機動作戰轉型，自走砲型隨即遭美軍汰換，但在國外的M108仍陸續服役到2010年代才陸續除役。

## 概要
M108開發始於1952年，在冷戰逐步升溫的年代，西方國家的戰具朝向全機械化，甚至有全裝甲化的構想。當時開發的新型自走炮除了要比前世代使用M41轻型坦克底盤改裝的系列作品（M52自走炮（105mm）、M53自走炮（155mm）、M55自走炮（203mm））更優秀的機動能力表現，以符合機械化戰爭節奏；同時也需要一個適合榴彈炮操作的專用底盤，避免出現前代自走砲因遷就車體而讓戰鬥室設計不良的情形。1953年4月，美國陸軍決定開發新式自走砲，原型代號T195／T196，預定在1960年代取代當時服役的M52/53系列。1954年相關的設計構想由密西根州的底特律兵工廠公布。最初的T195/T196將要運用全新的火炮規格：110公厘／156公厘的新口徑。
新式自走砲的相關技術在1953-1956年陸續成熟，但是代號T203的110公厘榴彈砲因技術問題無法克服最終放棄計畫，T195原型車因此繼續採用當時普及的105公厘榴炮，1956年10月原型車開始由底特律戰車兵工廠打造，1958年10月問世。T195與相近時間登場的M113裝甲運兵車使用了類似的技術：5083鋁合金、AO-628-1汽油發動機與不成熟的變速箱，同時還有設計不良的懸吊裝置，而這讓T195在諾克斯堡測評時耗費相當時日處理工程瑕疵，使得新式自走砲未如美軍最初預定在1960年驗收通過進入量產；T195隨後暫停測評，原定生產4輛測試的計畫因反饋了問題叢生的1號車（T195），後續的原型車在製造過程開始換用當時開發成熟的新技術增強機械可靠度，如8V71T渦輪增壓柴油引擎、艾利森XTG-411-2A液壓變速箱等。1960年12月，美軍決定再增產2輛改良版原型車，代號T195E1。T195E1在1961年2月問世，至1961年12月通過大部分測試，美軍同意該型砲車進入小規模量產；1962年10月首輛正式量產車出廠，美軍賦予正式軍用編號M108，M108量產在1963年7月旋告中止，最終僅生產了355輛，車輛單價244,000美金。
美軍操作M108主要集中在1960年代的越南戰場，1966年6月開始佈署。雖然全焊式鋁合金車身防禦效果堪慮，但已足夠抵禦小口徑步槍襲擾，且可以浮渡的車體在道路基礎建設不高南越地形提供了差強人意的適應能力；主要的問題是M108配備的主炮是以M102榴彈炮改良的M103榴彈炮，使用普通榴彈時射程有限，戰術彈性不如當時萌發的直升機垂直吊運，所以美軍在1970年將佈署越南的M108陸續撤離回國，1974年全數自美軍除役，原先M108在美軍內的編制由M109自走炮替代。
在美軍放棄M108後，隨即將這批自走砲車軍援海外盟邦，其中取得數量最大者為中華民國與比利時，比利時國防軍在這批炮車退役後因仍保有大量的105公厘榴彈庫存，曾將炮塔移植至M109A2的車體上作為訓練自走砲使用，代號M108A2B。

## 使用國
- 比利时：90台，到1980年代
- 巴西： 72台 M108AP
- 土耳其：26 台M108T
- 突尼西亞：48台
- 美国：退役
- 西班牙：48台，退役
- 中華民國：於1970年起，陸軍購入117輛M108，配備在陸軍4個裝甲兵獨立旅裝甲混合炮兵營，取代M7 & M52自走砲，但由於火力與射程有限，無法滿足國軍需求，於1982年再次引進更新的M109 A1B & M109A2 裝甲自走砲共197部，配備於陸軍機械化師、裝甲旅、海軍陸戰隊炮兵部隊，1998年又引進28部M109A5，期間M108持續在役中，於1999年因精實案，M108開始從43砲除役，於2003年底全數退役。